# National Basketball Association 1954/1955
National Basketball Association 1954/1955 var den 9:e säsongen av den amerikanska proffsligan i basket. Säsongen inleddes den 30 oktober 1954 och avslutades den 14 mars 1955 efter 288 seriematcher, vilket gjorde att samtliga åtta lagen spelade 72 matcher var.
Söndagen den 10 april 1955 säkrade Syracuse Nationals sin första NBA-titel efter att ha besegrat Fort Wayne Pistons med 4-3 i matcher i en finalserie i bäst av 7 matcher.
All Star-matchen spelades den 18 januari 1955 i Madison Square Garden i New York. Eastern Division vann matchen över Western Division med 100-91.
Som svar på det relativt långsamma anfallsspelet i ligan, introducerade NBA den här säsongen en 24-sekunders skottklocka för det anfallande laget.
Baltimore Bullets upphörde med sin verksamhet efter att ha spelat 14 matcher (3 segrar och 11 förluster). Baltimores matcher räknades inte in i den slutliga tabellen. Det skulle vara sista gången ett NBA-lag fick tillstånd att avbryta en säsong innan den var slutspelad.
Milwaukee Hawks från Milwaukee, Wisconsin spelade sin sista säsong i ligan och flyttade till St Louis, Missouri och blev St. Louis Hawks.

## Grundserien
Not: V = Vinster, F = Förluster, PCT = Vinstprocent
- Lag i GRÖN färg till en slutspelserie.
- Lag i RÖD färg har spelat klart för säsongen.

| Lag                   | V  | F  | PCT  |
| --------------------- | -- | -- | ---- |
| Syracuse Nationals    | 43 | 29 | .597 |
| New York Knicks       | 38 | 34 | .528 |
| Boston Celtics        | 36 | 36 | .500 |
| Philadelphia Warriors | 33 | 39 | .458 |

| Lag                | V  | F  | PCT  |
| ------------------ | -- | -- | ---- |
| Fort Wayne Pistons | 43 | 29 | .597 |
| Minneapolis Lakers | 40 | 32 | .556 |
| Rochester Royals   | 29 | 43 | .403 |
| Milwaukee Hawks    | 26 | 46 | .361 |

## Slutspelet
De tre bästa lagen i den östra och västra division gick till slutspelet. Där möttes tvåorna och treorna i kvartsfinalserier (divisionssemifinal) i bäst av 3 matcher. De vinnande lagen i kvartsfinalerna mötte divisionsvinnarna i semifinalserier (divisionsfinal) som avgjordes i bäst av 5 matcher medan finalserien (NBA-final) avgjordes i bäst av 7 matcher.
|  | Divisionssemifinaler | Divisionssemifinaler | Divisionssemifinaler |             |   | Divisionsfinaler | Divisionsfinaler | Divisionsfinaler |  |  | NBA Final | NBA Final  | NBA Final |
|  |                      |                      |                      |             |   |                  |                  |                  |  |  |           |            |           |
|  |                      |                      |                      |             |   |                  |                  |                  |  |  |           |            |           |
|  |                      | 1                    | Fort Wayne           | 3           |   |                  |                  |                  |  |  |           |            |           |
|  | Western Division     | 1                    | Fort Wayne           | 3           |   |                  |                  |                  |  |  |           |            |           |
|  |                      |                      | 2                    | Minneapolis | 1 |                  |                  |                  |  |  |           |            |           |
|  | 3                    | Rochester            | 2                    | Minneapolis | 1 | 1                |                  |                  |  |  |           |            |           |
|  | 3                    | Rochester            |                      |             |   | 1                |                  |                  |  |  |           |            |           |
|  | 2                    | Minneapolis          | 2                    |             |   |                  |                  |                  |  |  |           |            |           |
|  |                      |                      |                      |             |   |                  |                  |                  |  |  | W1        | Fort Wayne | 3         |
|  |                      |                      | E1                   | Syracuse    | 4 |                  |                  |                  |  |  |           |            |           |
|  |                      |                      |                      |             |   |                  |                  |                  |  |  |           |            |           |
|  |                      |                      |                      |             |   |                  |                  |                  |  |  |           |            |           |
|  |                      | 1                    | Syracuse             | 3           |   |                  |                  |                  |  |  |           |            |           |
|  | Eastern Division     | 1                    | Syracuse             | 3           |   |                  |                  |                  |  |  |           |            |           |
|  |                      |                      | 3                    | Boston      | 1 |                  |                  |                  |  |  |           |            |           |
|  | 3                    | Boston               | 3                    | Boston      | 1 | 2                |                  |                  |  |  |           |            |           |
|  | 3                    | Boston               |                      |             |   | 2                |                  |                  |  |  |           |            |           |
|  | 2                    | New York             | 1                    |             |   |                  |                  |                  |  |  |           |            |           |

### NBA-final
Syracuse Nationals mot Fort Wayne Pistons
| Match   | Datum    | Hemmalag   | Bortalag   | Resultat  |
| ------- | -------- | ---------- | ---------- | --------- |
| Match 1 | 31 mars  | Syracuse   | Fort Wayne | 86 - 82   |
| Match 2 | 2 april  | Syracuse   | Fort Wayne | 87 - 84   |
| Match 3 | 3 april  | Fort Wayne | Syracuse   | 96 - 89   |
| Match 4 | 5 april  | Fort Wayne | Syracuse   | 109 - 82  |
| Match 5 | 7 april  | Fort Wayne | Syracuse   | 74 - 71   |
| Match 6 | 9 april  | Syracuse   | Fort Wayne | 109 - 104 |
| Match 7 | 10 april | Syracuse   | Fort Wayne | 92 - 91   |

Syracuse Nationals vann finalserien med 4-3 i matcher